# Česká Ves (Jeseník)
Česká Ves é uma comuna checa localizada na região de Olomouc, distrito de Jeseník.